# جیانگیانگ
جیانگیانگ (به لاتین: Jiangyang District) یک سکونتگاه مسکونی در جمهوری خلق چین است که در لوجو واقع شده‌است.